# Antipsiquiatría
El debate sobre las bases teóricas de la psiquiatría se discute en Controversia de la biopsiquiatría
Antipsiquiatría es un concepto acuñado por David Cooper para designar diferentes enfoques y doctrinas político-sociales en el área de la salud mental que tienen en común ser detractoras de la psiquiatría. Su amplio espectro de enfoques va desde la crítica —en diferentes grados y dirigida a aspectos específicos— hasta el abierto y completo rechazo del modelo de la psiquiatría, la teoría y las prácticas psiquiátricas convencionales. La crítica puede apuntar a la psiquiatría como ciencia, como área de la medicina o como sistema asistencial para personas que sufren dolencias mentales. De todas las especialidades de la medicina, la psiquiatría es la única que ha concitado la formación de un movimiento crítico muy estable, el cual, con casi dos siglos de historia, ha logrado reunir a autores de diversas disciplinas (medicina, psicología, pedagogía, antropología, sociología y hasta el psicoanálisis); la antipsiquiatría tiene un carácter de movimiento contracultural.

## Principales críticas a la psiquiatría
Básicamente se cuestiona que la psiquiatría aplique herramientas y conceptos médicos de manera impropia, «medicalizando» problemas que son de índole social; que trate a los pacientes contra su voluntad, de manera demasiado directiva y dominante, tanto en comparación con otras áreas de la medicina, como con los enfoques psicoterapéuticos; que esté comprometida por nexos económicos con las compañías farmacéuticas; y que utilice catálogos o sistemas de categorías diagnósticas que estigmatizan a las personas, entre ellos el Manual diagnóstico y estadístico de los trastornos mentales (DSM), y la Clasificación Internacional de Enfermedades (CIE). Estas «etiquetas» diagnósticas son rechazadas no solo por muchos pacientes, que las ven lesivas para la autoestima e identidad, sino también por profesionales del área de la salud mental, aunque no todos ellos adhieran necesariamente a la antipsiquiatría. 
El enfoque cuestiona fuertemente los términos como «enfermedad mental», «trastorno psicológico», «psicosis» o «esquizofrenia», debido a que, según se plantea, catalogan y encasillan a las personas en el diagnóstico que se les asignó con tal convicción y autoridad profesional que, como consecuencia, los diagnosticados tenderían a comportarse de acuerdo a esa descripción. En casos extremos se llega a negar la existencia de enfermedades mentales.
Para la psiquiatría, muchas enfermedades mentales, como la esquizofrenia, son incurables y solo se pueden controlar, aliviando algunos de sus síntomas, mediante la administración de medicamentos. Por el contrario, la antipsiquiatría critica radicalmente el concepto de «enfermedad mental» y aspira a conseguir la  mejoría o «sanación» (en el sentido de una liberación de los síntomas y manifestaciones que bajo este concepto describe la semiología psiquiátrica). Para ello, propone alternativamente una forma de terapia radical, de carácter psicosocial. En la propuesta de Laing, por ejemplo, residentes y psiquiatras convivían en una misma casa y la labor de los profesionales consistía simplemente en ayudar a atravesar por los períodos de largas regresiones que caracterizan a los pacientes etiquetados como «esquizofrénicos» y superarlos.

## Psiquiatría, antipsiquiatría y psicología

### Reconocimiento académico
Mientras que la psiquiatría es una especialidad médica que en la actualidad se estudia e imparte en todas las facultades de medicina del mundo, la antisiquiatría no es una especialidad médica, sino que se sitúa en el ámbito de los movimientos y enfoques psicosociales y sociopolíticos de salud mental. No se trata de una disciplina que utilice el método científico, al menos no de una forma completa y ortodoxa. Por esta razón, las publicaciones de la antipsiquiatría no logran obtener suficiente eco, reconocimiento o resonancia entre los medios aceptados por las instituciones académicas y universitarias de investigación científica dedicadas al tratamiento de los trastornos mentales, pero habitualmente sí tienen una recepción académica relativamente amplia y contundente en el ámbito de las ciencias sociales.
Una de las formas de este movimiento es la que propone e impulsa una psiquiatría de otro tipo, aquella que se encuentra en línea con el modelo del trauma de los trastornos mentales. En tal caso la tendencia antipsiquiátrica se enmarca en el concepto más amplio de psiquiatría social. Muchos «antipsiquiatras», especialmente quienes tienen formación en medicina y psiquiatría, aún en los casos en que sostienen posiciones críticas radicales, tanto de la institución como de las teorías psiquiátricas, prefieren distanciarse del término «antipsiquiatría», por las asociaciones peyorativas que a veces conlleva.
Otras alternativas a la práctica psiquiátrica actual pueden sustentarse en la psicología, la cual a lo largo de la historia, en general ha comprendido la psicopatología desde otro punto de vista, independiente del modelo médico de la psiquiatría.

## Orígenes de la antipsiquiatría
Voces de oposición a la psiquiatría han existido desde sus orígenes, mientras se establecía como especialidad médica.  Emil Kraepelin introdujo nuevas categorías médicas de enfermedad mental, que finalmente se aceptaron en la profesión a pesar de basarse más bien en la observación de la conducta que en la descripción de una patología o en la etiología de las enfermedades psiquiátricas. Las controversias iniciales giraron alrededor de los derechos de los llamados locos en los hospitales psiquiátricos. 

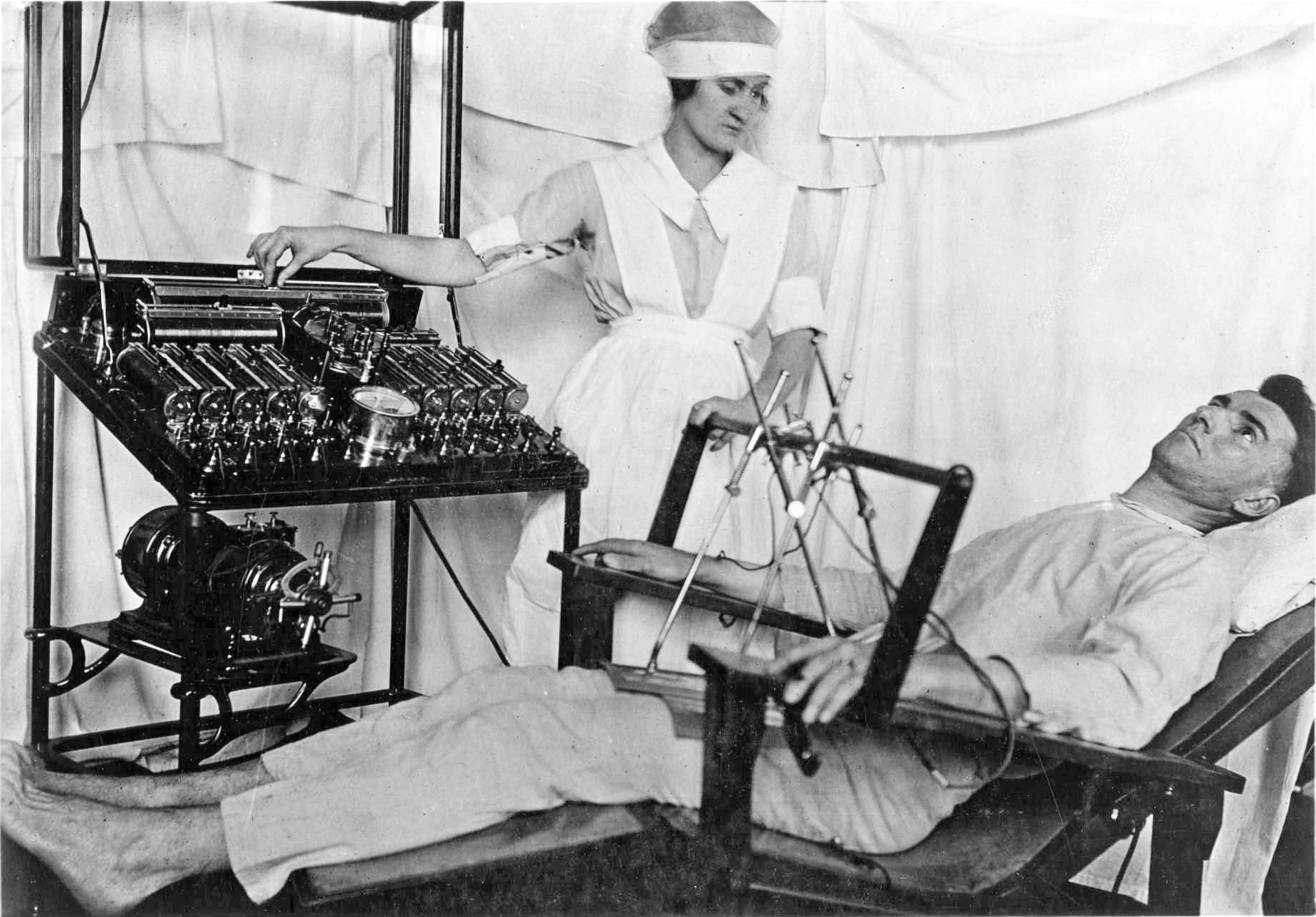

Las primeras tendencias enfocadas hacia la humanización de la psiquiatría y que suelen citarse como antecedentes de la ideología antipsiquiátrica se remontan al siglo XVIII y los autores relevantes son Philippe Pinel, en Francia y Vincenzo Chiarugi, en Italia.  Ellos sentaron las bases de lo que en el siglo XIX se denominaría «tratamiento moral». Ya en 1829 hay ejemplos de posiciones aún más críticas basadas en el «tratamiento moral», como el concepto  del non restraint de Gardner Hill, un enfoque que fue liderado en Inglaterra por William Tuke (1732 – 1822) y John Conolly (1794 – 1866), puesto en práctica por este último en el Hanwell Asylum en 1839. Entre los impulsores de la línea crítica en EE. UU. cabe mencionar a Dorothea Dix.
En los años 1930 se introdujeron varias prácticas médicas controvertidas, incluyendo la inducción artificial de convulsiones, por medio de electroshock, insulina y otras drogas, o la sección quirúrgica de porciones del cerebro (lobotomía cerebral o leucotomía). Estos procedimientos se usaron ampliamente en psiquiatría, aunque hubo mucha oposición y cuestionamientos morales por los efectos nocivos o por la mala aplicación técnica.
En la  década de los cincuenta se diseñaron en laboratorios nuevas drogas, especialmente el antipsicótico clorpromazina, las que gradualmente suplantaron a los tratamientos más controvertidos. Aunque inicialmente se aceptaron como un avance, pronto hubo también oposición, debido a los efectos adversos observados tales como la disquinesia tardía. Los pacientes comúnmente se oponían al tratamiento, rechazando la medicación psicofarmacológica o bien, sin declararlo, simplemente no tomaban las drogas cuando no estaban directamente supervisados por el control psiquiátrico. 
El término «antipsiquiatría», sin embargo, debutó recién a fines de los años 1960 y fue usado por vez primera por David Cooper en 1967, quien definió un movimiento que desafiaba abiertamente las teorías y prácticas fundamentales de la psiquiatría convencional. Este médico inglés y principal teórico de los inicios del movimiento en Gran Bretaña publicó en 1967 la obra Psiquiatría y antipsiquiatría que define el término. Fuertemente influenciado por el marxismo, Cooper plantea que la psiquiatría no es más que otro instrumento del capitalismo, que tiene por objetivo reprimir a los rebeldes, a quienes no sucumben al conformismo burgués. Después de publicar en 1971 una fuerte crítica a la estructura de las relaciones familiares (Muerte de la familia) se dedicó de lleno al estudio de la esquizofrenia e hizo también algunos aportes teóricos con su análisis de la gramática del discurso psicótico. Cooper mantuvo además una postura crítica frente al psicoanálisis institucional.
Otro destacado autor de esa misma década, revolucionario de las prácticas médicas y psicoterapéuticas y radical crítico de los conceptos de la psiquiatría convencional, fue el psiquiatra Ronald D. Laing, quien, sin embargo, jamás se llamó a sí mismo «antipsiquiatra» y mantenía diferencias importantes con la postura de Cooper, principalmente en la dimensión política de sus propuesta.
Otra vertiente del movimiento antipsiquiátrico se orientó hacia la oposición a la institución de los hospitales psiquiátricos, y se hicieron intentos de regresar a la gente a la comunidad y ofrecerles en cambio una red de instituciones comunitarias de apoyo. Este enfoque postulaba poner en el centro de todo tratamiento el respeto de los derechos de los pacientes psiquiátricos, quienes debían ser vistos en primer término como personas y no únicamente como portadores de una mente enferma. Los principales exponentes de este movimiento son los psiquiatras italianos Franco Basaglia y Giorgio Antonucci.
El punto básico del enfoque antipsiquiátrico es el cuestionamiento de los diagnósticos y de las evaluaciones realizadas por los médicos y psiquiatras. Se plantea que el establecer un diagnóstico psiquiátrico implica etiquetar no solo un comportamiento determinado, sino a la persona en su conjunto, asignándole en la sociedad el papel de la etiqueta, por lo que todos quienes la rodean se comportan de acuerdo al papel que el médico le asignó. Por este motivo, la antipsiquiatría rechaza la postura del modelo médico y las teorías psiquiátricas enfocadas hacia las enfermedades mentales, ya que estas verían a la persona como una mente enferma antes de verla como persona. Laing y Cooper señalan que su principal interés es intervenir con la persona diagnosticada como esquizofrénica mediante un tratamiento particular llamado psicoterapia radical y enfatizan que las causas del estado mental se encuentran principalmente en las condiciones de la estructura de los vínculos familiares. En este contexto se postuló que la esquizofrenia podía entenderse como una lesión en el yo interno infligida por padres demasiado intrusivos psicológicamente («esquizógenos»). 
El psiquiatra Thomas Szasz aseveró que la enfermedad mental es una combinación incoherente de conceptos médicos y psicológicos, aunque popular debido a que legitima el uso de fuerza psiquiátrica para controlar y limitar el desvío de las normas sociales. Los adherentes a esta perspectiva hablaron del "mito de la enfermedad mental" a causa del controvertido libro de Szasz con ese título, por lo tanto proponía, una diferencia entre la enfermedad mental y la física. La enfermedad plantea Sasz pertenece al cuerpo y no a la mente. En su concepto la mente aparece como una esencia inviolable, separada del cuerpo y de sus enfermedades. La  denominada «enfermedad mental», no es equiparable a la enfermedad física, sino que está en el área de los fenómenos existenciales de la persona, que no deberían atenderse con medicamentos. Lo que correspondería hacer, en cambio, es ayudar a la persona a hacer una autoexploración de sus conductas y de su situación existencial para lograr un equilibrio físico y mental. La enfermedad no es un mito, pertenece a lo físico y el estado mental de la persona se relaciona con su propia existencia. A pesar de que el movimiento originalmente descrito como antipsiquiatría llegó a estar asociado con el movimiento de la contracultura de los años sesenta, Szasz nunca estuvo involucrado en ese movimiento. 
También Michel Foucault, Erving Goffman y otros criticaron el poder y el rol de la psiquiatría en el etiquetaje y la estigmatización en la sociedad. Goffman acuñó el término de institución total para referirse al estilo de organización institucional totalitaria en la que incluyó a las instituciones psiquiátricas. En su conocido libro Internados publica las observaciones de un grupo de psicólogos que, habiendo estudiado con detención el catálogo de trastornos psiquiátricos DSM, ensayan y actúan los "trastornos mentales" del manual y fingiendo ser esquizofrénicos se hacen internar en un hospital psiquiátrico. Los psiquiatras los aceptan como pacientes ya que muestran toda la sintomatología descrita en el DSM. El objetivo de estos psicólogos fue observar la institución psiquiátrica, el tratamiento que recibían los "enfermos" y  la dinámica interna de la lógica psiquiátrica desde su interior. 
Entre los aportes a la antipsiquiatría, cabe destacar asimismo a Iván Illich y su crítica general de la institución médica - abundando en la  idea de "etiquetaje" - y a Giorgio Antonucci, cuya actividad se orientó a la liberación de las personas a las que las instituciones psiquiátricas habían privado de su libertad.
La novela Alguien voló sobre el nido del cuco se convirtió en un best seller y la excelente adaptación cinematográfica, ganadora de cinco premios Óscar en 1975, causó notable impacto en la opinión pública, abriendo un debate sobre los procedimientos de medicación forzada, la lobotomía y el electroshock usados para controlar a las instituciones psiquiátricas. 
Los abusos psiquiátricos cometidos en la Unión Soviética también condujeron al cuestionamiento de la validez de la práctica psiquiátrica en Occidente. En particular, el diagnóstico de esquizofrenia de muchos disidentes políticos hizo que algunos cuestionaran el diagnóstico en general y el uso punitivo de la palabra esquizofrenia.
El movimiento antipsiquiátrico también fue propulsado por individuos con experiencia adversa en el cuidado psiquiátrico. Esto incluía a quienes sintieron que habían sido dañados por la psiquiatría o que creyeron que podrían haber sido ayudados por otro tipo de enfoques. En los años setenta el movimiento antipsiquiátrico estuvo involucrado en restringir muchas prácticas vistas como maltrato psiquiátrico. El movimiento de derechos gay increpó la clasificación de la homosexualidad como una enfermedad mental, y en un clima de controversia y activismo, en 1973/1974 la Asociación Psiquiátrica Americana decidió por una ligera mayoría (58%) eliminar la condición como categoría de enfermedad. Asimismo, hubo acciones legales de activistas que se fusionaron con el movimiento, como la lucha por los derechos humanos y las personas con discapacidades. Ambos añadieron su impronta a la teoría y acción antipsiquiátrica. 
También hubo oposición al incremento de nexos entre la psiquiatría y las corporaciones farmacéuticas, las cuales se volvían cada vez más poderosas y, según se decía, tenían una influencia no justificada y solapada sobre la investigación y prácticas psiquiátricas. A su vez, se cuestionó la clasificación y el alegado mal uso de los diagnósticos psiquiátricos en manuales, en particular el Manual diagnóstico y estadístico de los trastornos mentales que publica la Asociación Psiquiátrica Americana.
La antipsiquiatría cuestionó el pesimismo psiquiátrico sobre los catalogados de enfermos mentales. Los pacientes de salud mental demandaban que podían curarse completamente y anhelaban empoderamiento en la propia vida. Se idearon esquemas para combatir el estigma y la discriminación; para ayudar a la gente con problemas mentales a actuar en la sociedad y a involucrarse en servicios de pacientes de salud mental. No obstante, aquellos que activa y abiertamente discutieron la práctica tradicional de la psiquiatría permanecieron marginados en la psiquiatría, y en un menor grado dentro de la más amplia comunidad de salud mental.

### Juicios sobre normalidad y enfermedad mental
En general los críticos no increpan la noción de que algunas personas tengan problemas emocionales o psicológicos, o la idea de que la psicoterapia no sirva o sea una herramienta clínica insuficiente en algunos casos. El desacuerdo con la psiquiatría es sobre el origen de estos problemas, sobre si es correcto caracterizarlos como "enfermedad" y sobre las opciones existentes para manejarlos. Por ejemplo, una preocupación primaria de la antipsiquiatría es que el grado de adherencia de un individuo a la comunidad, o a los valores mantenidos por la mayoría, puede ser usado para determinar el nivel de salud mental de la persona. Usando esta lógica, arguyen los críticos, en un desplante colectivo de violencia, como un linchamiento público, la persona que se abstiene de utilizar la violencia puede ser diagnosticada de "enfermo mental" y, consecuentemente, ser "tratada".
Algunos psiquiatras que no aceptan el modelo médico de los trastornos mentales, como Peter Breggin, sostienen que el etiquetar a los niños inflige una humillación adicional e innecesaria, lesionando la autoestima de quien ya ha sido traumatizado.

## Críticas y alternativas a la práctica psiquiátrica

### Etiquetamiento psiquiátrico
La diferencia entre "trastorno psicológico" y "enfermedad" es muy importante. Un trastorno implica cierto desajuste con el contexto, cierto problema de adaptación persona-sociedad, lo que naturalmente hace que no esté libre de valores. La enfermedad, en cambio, debe tener, por definición, una etiología conocida, una causa bien definida que está provocando directamente los síntomas.
Más aún, el diagnóstico psiquiátrico no es suficiente para diseñar un tratamiento psicoterapéutico y, al mismo tiempo, pueden hacerse tratamientos psicoterapéuticos sin necesidad del diagnóstico psiquiátrico. Carece de necesidad, por tanto, usar "categorías" con semejante carga negativa.
Concretamente, desde el enfoque conductual, la conducta psicopatológica y la normal se aprenden mediante los mismos procesos. En este sentido, el término "trastorno" se acepta como "categoría" descriptiva de un cuadro clínico o "agregado de conductas", pero no se entiende al trastorno como causa de los síntomas, sino como la descripción misma de dichos síntomas.
Es decir, a modo de ejemplo, una persona está depresiva porque está triste (descripción), pero no está triste porque está depresiva (explicación). Una explicación donde "está triste porque está deprimido" y "está deprimido porque está triste", es un razonamiento tautológico. De hecho, este es uno de los argumentos que se esgrimen en contra de la psiquiatría. Como se evidencia desde la controversia de la biopsiquiatría, esto hace que la psiquiatría sea poco "falsable" (véase Karl Popper).
Existen importantes críticas en lo que respecta a la validez de los diagnósticos en psiquiatría. El propio DSM entiende que diferentes trastornos pueden ser asignados al diagnóstico de una misma persona, de modo que son categorías no excluyentes. De hecho, el fenómeno de comorbilidad es muy frecuente en psiquiatría.
Respecto de la fiabilidad, se encuentra en grado aceptable en los criterios generales (por ejemplo, esquizofrenia), pero en la especificidad de los criterios (por ejemplo, a la hora de clasificar los distintos tipos de esquizofrenia) la fiabilidad psicométrica es muy baja. (Ref.:La invención de la enfermedad mental).[cita requerida] La fiabilidad hace referencia a la consistencia de "medir siempre lo mismo" o "estar midiendo algo constante", pero la fiabilidad por sí sola puede implicar que personas con el trastorno queden fuera de esa medición o personas sin el trastorno queden dentro.                                                                                                      
Respecto de la validez, supone una gran crítica de los trastornos: el DSM-IV-TR es según sus autores un libro de psiquiatría donde se enfatiza el aspecto estadístico, tal y como atestigua el título de la obra. Medir algo con fiabilidad no implica tener validez en lo medido, especialmente en la validez de constructo. Así, por ejemplo, unos ítems (criterios del trastorno, en este caso) que permitan medir con una alta fiabilidad el "Trastorno histriónico de la personalidad" no implica por sí solo que la categoría psicopatológica esté fundamentada en profundidad con una alta "validez de constructo". En este sentido, el propio DSM-IV-TR, en su apartado «Definición de trastorno mental», admite que estos carecen de una definición operacional y que dicha manifestación individual de disfunción se define mediante un cuadro clínico, cualquiera que sea su causa. Indagando aún más en las profundas diferencias entre validez y fiabilidad, la validez podría resumirse en "saber qué se está midiendo". 
La diferencia entre el trastorno por estrés postraumático y el trastorno por estrés agudo es, únicamente, el criterio "tiempo": si los síntomas están presentes durante menos de un mes será estrés agudo, más de un mes, postraumático (ref: DSM-IV-TR). ¿Por qué dos trastornos se distinguen únicamente por el criterio tiempo? Otro problema añadido sería que no se sabrá si es un estrés postraumático hasta que transcurra un mes completo. Este tipo de metodología es conocida como ad hoc y es objeto de serias críticas.
Un ejemplo más, especificado en el propio DSM-IV-TR, una fobia a las serpientes es sólo un trastorno en un país donde haya serpientes o si la persona está en contacto con estas, pero si el paciente vive en un país donde no hay serpientes y no estará en contacto con ellas, no hay trastorno, ya que no limita su vida (ref.: explícitamente en el DSM-IV-TR). Luego, se deduce, «lugar donde vives» viene a ser el criterio que determinará si se trata de un trastorno o no.
Otra crítica importante sobre la validez consiste en las contradicciones que muestra la investigación en neurociencias. Los trastornos psiquiátricos han sido definidos antes de la extensa investigación en psicopatología y variables orgánicas. Actualmente, los datos relativos a trastornos mentales en endocrinología, neuroanatomía, neurotransmisores u otras alteraciones funcionales, todos estos datos, muestran algunas inconsistencias respecto a la organización actual de los trastornos. Al revisar los artículos sobre la evidencia biológica de cada una de las «enfermedades mentales», es posible observar muchas de estas inconsistencias. Por citar un ejemplo, entre tantos, el trastorno bipolar y la esquizofrenia guardan cierta relación (psicosis), a pesar de constituir categorías psiquiátricas muy distintas (trastorno afectivo y trastorno psicótico, respectivamente). Lo cual indica que podrían replantearse las categorías actuales, ya que algunos datos biológicos suponen incongruencias con las categorías actuales; es decir, no tanto buscar evidencia biológica de los trastornos actuales, sino usar la evidencia biológica actual para construir, junto a otras disciplinas científicas, nuevas categorías (un proceso más inductivo, ya que el actual es más bien deductivo).[cita requerida]
También hay problemas al usar criterios diagnósticos estandarizados en diferentes países, culturas, géneros o grupos étnicos. Los críticos frecuentemente alegan que las prácticas psiquiátricas dominadas por varones blancos occidentales son desventajosas, y que malentienden a aquellas de otros grupos. Por ejemplo, "varios estudios han mostrado que con frecuencia los afroamericanos son más diagnosticados de esquizofrenia que los caucásicos".[cita requerida]
Por otro lado existe una crítica radical a los fundamentos de la psiquiatría. Sus exponentes más destacados son Thomas Szasz - a nivel teórico - y Giorgio Antonucci, cuya extensa actividad práctica representa una experiencia única en el ámbito de la crítica a la esencia misma de la psiquiatría.

### La psiquiatría y la industria farmacéutica
Los psiquiatras prescriben psicofármacos para adultos y niños.  La administración de estas drogas puede ser voluntaria o, en ciertas situaciones, forzosa. Los psiquiatras afirman que buena parte de esos medicamentos tienen una eficacia probada al mejorar y tratar diversos trastornos mentales.  Esto incluye la gama que va desde los diferentes psicofármacos referidos como antidepresivos y tranquilizantes hasta los antipsicóticos. 
Por su parte, los psiquiatras críticos mantienen que sus colegas exageran la evidencia de la medicación y minimizan la evidencia de efectos adversos.[cita requerida]. Los críticos también se quejan de que a los pacientes no se les da la información debida o el consentimiento informado; que los medicamentos psiquiátricos de hoy día no parecen ser específicos para trastornos particulares de la manera en que la psiquiatría lo mantiene; y que las drogas no mejoran desequilibrios químicos en el cerebro sino que más bien inducen indeseables efectos secundarios. Por ejemplo, los niños a los que se les administra metilfenidato (Ritalin/Rubifen/Concerta) y otros estimulantes son más obedientes y sumisos con sus padres y maestros.
La influencia de las compañías farmacéuticas es otro de los temas centrales en el movimiento antipsiquiátrico. La industria farmacéutica es una de las más poderosas desde el punto de vista económico, y como varios investigadores han argüido, existen muchos nexos entre la profesión, la industria farmacéutica e incluso la Administración de Alimentos y Medicinas estadounidense (FDA por sus siglas en inglés). Las compañías de psicofármacos habitualmente financian buena parte de la investigación conducida por psiquiatras; anuncian medicamentos en revistas especializadas y conferencias; financian organizaciones de salud y realizan presiones sobre médicos y políticos.  La cantidad de prescripción de psicofármacos se ha incrementado de manera extrema desde los años cincuenta y no hay signos de que vaya a disminuir. Según un estudio de 2002 del NIMH, en los Estados Unidos los antidepresivos y los tranquilizantes se encuentran en la clase de medicamentos más vendidos, y los neurolépticos y otras drogas psiquiátricas también tienen un ranking alto, con ventas en expansión. 
Como solución de este conflicto de intereses, los críticos proponen legislar la separación entre la industria farmacéutica de la profesión psiquiátrica.

### Electrochoque
En contraste con otros profesionales de salud mental que usan la psicoterapia para problemas emocionales y desórdenes mentales, los psiquiatras pueden usar psicofármacos o intervenciones más controvertidas como el electrochoque o la lobotomía.  
A pesar de los efectos adversos, especialmente la pérdida de memoria, el uso del electrochoque (también llamado electroshock, terapia electroconvulsiva o TEC) es administrado en el mundo para diversos trastornos mentales. Unos 200 000 pacientes son tratados con TEC al año. Sin embargo, según el activista de salud Vernon Coleman, la práctica se encuentra ahora más limitada. "En los Estados Unidos el 92% de los psiquiatras no usan el TEC, y la ‘terapia’ es usada por una minoría de psiquiatras en otros países".
Coleman es uno entre un número creciente de críticos que creen que la TEC es "una desgracia en psiquiatría y para la profesión médica en general" (Ibíd.). Max Fink, un psiquiatra, declaró en el número de enero/febrero de 1978 de Comprehensive Psychiatry que "las principales complicaciones del TEC son la muerte, el daño cerebral y de memoria y las convulsiones temporales", aunque también cree que "ha salvado muchas vidas". En el número de marzo de 1983 de Clinical Psychiatric News, el doctor Sidney Samant declaró: "La terapia electroconvulsiva puede, en efecto, ser definida como una manera controlada de daño cerebral producido por medios eléctricos".  Sin embargo, en 2003 una revisión sistemática concluyó que, a pesar de sus riesgos, la TEC "es efectiva a corto plazo en el tratamiento de la depresión", aunque esta interpretación no siempre es compartida.

### La psiquiatría y la ley
Los psiquiatras suelen ofrecer testimonio sobre si un sujeto se encuentra mentalmente enfermo para enfrentar un juicio, la así llamada "defensa por insania".  Algunos psiquiatras como Thomas Szasz increpan el derecho de los psiquiatras y del sistema jurídico para hacerlo.  Desde los años sesenta Szasz ha contendido que, como la enfermedad mental es un concepto incoherente, la defensa por insania debiera abolirse. La mayoría de sus colegas no aceptan su punto de vista. 
Mientras que la defensa por insania es tema de controversia como posible excusa de criminalidad, otros críticos alegan que el estar internado en un hospital psiquiátrico es peor castigo que las prisiones para criminales, dado que involucra el riesgo de drogadicción involuntaria con neurolépticos o tratamiento con electroshock.
Cabe mencionar que según el propio DSM-IV-TR, el diagnóstico de enfermedad mental no confiere por sí solo referencia a la capacidad del sujeto, en términos legales. Para ello es preciso un diagnóstico más profundo. Esto sucede porque el cuadro clínico que implica un diagnóstico psiquiátrico (trastorno) acepta variabilidad mediante diferentes criterios, lo cual no asegura determinadas características por el hecho de tener un determinado trastorno.
Así, cada persona, con independencia del trastorno con el que haya sido diagnosticado, precisa que un profesional determine si "estaba en su sano juicio". Recuérdese que la psicopatología tiene competencias en este menester, por ejemplo al definir qué tipo de percepciones o pensamientos son "normales" o "anómalos-psicopatológicos"; lo cual es algo independiente a poder clasificarlos a modo de trastornos DSM.

### Hospitalización involuntaria
La psiquiatría se encuentra a la cabeza en la práctica del cuidado en salud mental en pabellones psiquiátricos, u otros establecimientos médicos, usando coerción legalmente sancionada para admitir a individuos en contra de su voluntad.  Los críticos señalan que esta práctica va en contra de uno de los principios rectores de las sociedades abiertas o libres: los principios de John Stuart Mill, tales como son presentados en su obra fundacional sobre el concepto de libertad.  Mill arguye que la sociedad no debe usar la coerción para someter a un individuo mientras él o ella no dañe a otros.  La hospitalización psiquiátrica involuntaria, aseveran los críticos, viola este principio.  En contraste con la visión de Hollywood sobre los esquizofrénicos, la gente perturbada generalmente no es más propensa a la violencia que los individuos cuerdos (Monahan, 1992).  La creciente práctica en el Reino Unido y en otros países sobre el llamado "cuidado en la comunidad" fue instituida en parte como respuesta a tales preocupaciones.  
En casos de personas sufriendo de severas crisis psicóticas, las Soteria houses solía proveer, dicen los críticos, una alternativa más humanitaria y compasiva que la psiquiatría coercitiva.  Las casas Soteria cerraron en 1983 debido a la falta de soporte económico.  No obstante, recintos del tipo de Soteria houses se encuentran floreciendo en Europa, especialmente en Suecia y en otros países europeos.

### Estado Terapéutico
El "Estado Terapéutico" es una frase acuñada por el psiquiatra estadounidense Thomas Szasz en 1963. Estados Unidos, bajo la presidencia de George W. Bush, comenzó a planear la implementación de una investigación a nivel nacional, el llamado Nuevo Comité de Libertad sobre Salud Mental, que buscaba diagnosticar supuestos trastornos psiquiátricos en todos los residentes de la Unión. De ser aprobado por el Congreso e implementado, el proyecto tendría una significativa influencia de las compañías farmacéuticas. Quienes abogan por las libertades civiles advierten que el matrimonio entre el Estado y la psiquiatría podría tener consecuencias catastróficas para la civilización; Szasz cree que debe existir un sólido muro entre la psiquiatría y el Estado.

## Eficacia de los psicofármacos
Según la revista científica Psicothema, que realizó una revisión a la luz de recientes investigaciones en aquellos años, concluyó que tan sólo en el trastorno bipolar y esquizofrenia, la psicoterapia se ha mostrado menos eficaz que el tratamiento con psicofármacos. En todo el resto de trastornos (12 en este artículo) la psicoterapia se evidencia como el tratamiento más eficaz.
Sin embargo, algunps encuadres de terapia familiar y sistémica aseguran haber logrado tasas de recuperación en psicosis bipolares y esquizofrenias de cerca de un 80% llegando a lograr prescindir de psicofármacos en casi un 70%.

## Citas antipsiquiátricas
- "Etiquetar a un niño de enfermo mental es estigmatización, no un diagnóstico. Darle a un niño una droga psiquiátrica es envenenamiento, no un tratamiento" - Thomas Szasz
- "Si le hablas a Dios, es oración. Pero si Dios te habla, es esquizofrenia" - Thomas S. Szasz, The Second Sin, Anchor/Doubleday, Garden City, NY. 1973, Page 113.
- "La salvación del hombre está en manos de los inadaptados creativos" - Martin Luther King
- "Preferiría estar sola / con un esquizofrénico / que con un psiquiatra" - Carol Batton
- "Las definiciones de enfermedad y de demencia, y la clasificación de las demencias, fueron realizadas de modo tal de excluir de nuestra sociedad a ciertas personas. Si nuestra sociedad se calificara a sí misma de demente, se excluiría a sí misma. Pretende hacerlo por motivos de reforma interna. Nadie es más conservador que aquellas personas que afirman que el mundo moderno está afectado por la ansiedad nerviosa o la esquizofrenia. De hecho, es un modo astuto de excluir a ciertas personas o ciertos patrones de comportamiento. De modo que no creo que se pueda, excepto como una metáfora o un juego, afirmar de manera válida que nuestra sociedad sea esquizofrénica o paranoide, a menos que uno otorgue a estas palabras un significado no psiquiátrico. Pero en el caso de que me presionaran, diría que nuestra sociedad ha estado aquejada por una enfermedad, una enfermedad muy paradójica y extraña, para la cual aún no hemos encontrado un nombre; y esta enfermedad mental tiene un síntoma muy curioso, y es que el síntoma mismo produjo la enfermedad mental. - Michel Foucault
- "Hasta que no se elimine el juicio psiquiátrico, la realidad de la segregación seguirá desarrollándose dentro y fuera del manicomio" - Giorgio Antonucci

- "Los niños diagnosticados con TDAH necesitan disciplina y mejor instrucción,  en lugar de drogas psiquiátricas" - Peter Breggin. Médico Psiquiatra.  Cita extraída de su artículo en Wikipedia.
- "El tratamiento forzado debe ser abolido en todas las naciones"

Citas del Dr. Peter C. Gøtzsche, Médico,  Biólogo, Profesor de Universidad e Investigador.
- "Los psicofármacos, son claramente nocivos a largo plazo,  y probablemente todos ellos producen daño cerebral permanente"
- "Jamás se ha demostrado que la enfermedad mental cause daño cerebral, pero se ha demostrado que el medicamento psiquiátrico causa daño cerebral."
- "Tal y como se utilizan los fármacos psiquiátricos hoy día, causan más daño que bien, por lo tanto, sería mejor para todos si estos medicamentos no existieran"
- "Deberíamos utilizar estos fármacos muy muy poco, y mayoritariamente en casos agudos, con la intención de retirarlos, para prevenir los daños a largo plazo"
- "El modo en que se utilizan los fármacos hoy, causa más daño que bien. Entonces sí sería mejor que no existieran, pero por supuesto, preferiría que existieran"

La psiquiatría debe ser abolida.  Bonnie Burstow. 

Una enfermedad debe ser medible,  incluso en una autopsia.  Thomas Szasz

La psiquiatría es una parodia de la medicina ya que emplea términos médicos. Es un sistema de control social, no rama de la medicina.  Thomas Szasz.